# Allium sphaerocephalon
Allium sphaerocephalon (conocido como "ajo de cigüeña", "ajo de cabeza redonda", "ajo montesino", o "ajo perruno") es una especie  perteneciente a la familia de las amarilidáceas.

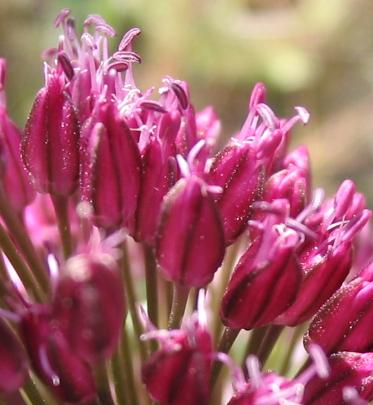
Detalle de la Inflorescencia

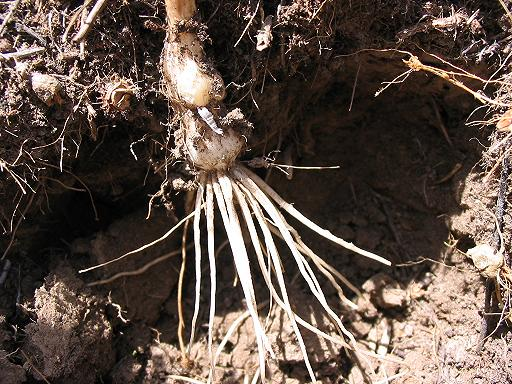
Bulbos

## Descripción
Es una hierba perenne con las flores de rojo intenso llaman la atención. Con un olor intenso a ajo de su tallo y bulbos. Esta planta de entre 40 y 80 cm se encuentra fácilmente en tierras de cultivo, en caminos y pastizales. El tallo es hueco, cilíndrico y no siempre erecto, sino que se puede torcer.
Esta planta se caracteriza en la aparición de otros bulbos engrosando la parte basal del tallo.
Su floración se da entre abril y junio con inflorescencia en umbela simple, extrema, sin bulbillos y que puede llegar a medir hasta 8 cm de diámetro, del tálamo parten más de 20 radios o pedicelos de distinto tamaño, para tomar esa forma oval que tiene la umbela. La flor con pétalos alargados y ovados es aquillada, lanceolada, casi está cerrada y de ella se pueden distinguir como sobresalen los estambres. El fruto se presenta en cápsula.

## Taxonomía
Allium sphaerocephalon fue descrita por  Carlos Linneo y publicado en Species Plantarum: 297 (1753).
- El Allium sphaerocephalon descrito por Crome es el Allium vineale descrito por L.

Etimología
Allium: nombre genérico muy antiguo. Las plantas de este género eran conocidos tanto por los romanos como por los griegos. Sin embargo, parece que el término tiene un origen celta y significa "quemar", en referencia al fuerte olor acre de la planta. Uno de los primeros en utilizar este nombre para fines botánicos fue el naturalista francés Joseph Pitton de Tournefort (1656-1708).
sphaerocephalon: epíteto latino que significa "con la cabeza esférica".
Sinonimia
- Allium atroviolaceum  Hornem.
- Allium sphaerocephalon subsp. descendens Asch. & Graebn.
- Allium sphaerocephalon var. typicum Regel
- Allium veronense  Pollini
- Porrum sphaerocephalon  (L.) Rchb.
- Porrum sphaerocephaluon  (L.) Rchb.

Vernáculo
- Castellano: ajestrino, ajestrín, ajo de cabeza redonda,ajo japònes ajo de cigüeña, ajo de monte, ajo loco, ajo montesino, ajo perruno, ajoporro, ajo porro, ajo silvestre, cebolla silvestre, cebollino borde, cebollinos. Aragonés: all de burro, all de tozino, all porro, all purro, all de bruxa.[11]

## Usos
Allium sphaerocephalon  es resistente a pleno sol y con inflorescencias vistosas por lo que se usa en jardinería, por lo general el género Allium es muy usado en jardinería dada su gran variedad de umbelas y su fácil reproducción por semillas y bulbos.

## Curiosidades
Es atacado por el insecto Agrotis segetum, un  lepidóptero que se alimenta de las raíz de la planta y son capaces de poner hasta 2000 huevos.